# Lijst van Nintendo Switch-spellen
De lijst van Switch-spellen bevat computerspellen die voor de Nintendo Switch in fysieke vorm zijn uitgekomen. Deze lijst is mogelijk incompleet.
| Titel                                                            | Jaar | Uitgever                     | Genre                        |
| ---------------------------------------------------------------- | ---- | ---------------------------- | ---------------------------- |
| 1-2-Switch                                                       | 2017 | Nintendo                     | Actiespel                    |
| 1001 Spikes                                                      | 2019 | Nicalis                      | Actiespel                    |
| 51 Worldwide Games                                               | 2020 | Nintendo                     | Partyspel                    |
| Animal Crossing: New Horizons                                    | 2020 | Nintendo                     | Levenssimulatiespel          |
| Arms                                                             | 2017 | Nintendo                     | Actiespel                    |
| Asphalt 9: Legends                                               | 2019 | Gameloft                     | Racespel                     |
| Assassin's Creed Odyssey                                         | 2018 | Ubisoft                      | Actiespel                    |
| Astral Chain                                                     | 2019 | Nintendo                     | Actiespel                    |
| Bayonetta 2                                                      | 2018 | Nintendo                     | Actiespel                    |
| Bayonetta 3                                                      | 2022 | Nintendo                     | Actiespel                    |
| Big Brain Academy: Brain vs. Brain                               | 2021 | Nintendo                     | Puzzelspel                   |
| The Binding of Isaac: Rebirth                                    | 2018 | Pikii                        | Actiespel                    |
| Bloodstained: Ritual of the Night                                | 2019 | 505 Games                    | Actiespel                    |
| Braveley Default II                                              | 2021 | Nintendo                     | RPG                          |
| Cadence of Hyrule                                                | 2019 | Nintendo                     | Actiespel                    |
| Captain Toad: Treasure Tracker                                   | 2018 | Nintendo                     | Puzzelspel                   |
| Catherine                                                        | 2020 | SEGA                         | Actiespel Puzzelspel         |
| Cave Story+                                                      | 2017 | Nicalis                      | Actiespel                    |
| Celeste                                                          | 2018 | Matt Makes Games             | Actiespel                    |
| Civilization VII                                                 | 2025 | 2K Games                     | Turn-based strategy          |
| Collection of Mana                                               | 2017 | Square Enix                  | Actiespel RPG                |
| Crash Bandicoot: N. Sane Trilogy                                 | 2018 | Activision                   | Actiespel Compilatiespel     |
| Cuphead                                                          | 2019 | StudioMDHR                   | Actiespel                    |
| Daemon X Machina                                                 | 2019 | Nintendo                     | Actiespel                    |
| Dandara: Trials of Fear                                          | 2018 | Raw Fury                     | Actiespel                    |
| Dark Souls Remastered                                            | 2018 | Bandai Namco                 | RPG                          |
| Deadly Premonition 2: A Blessing in Disguise                     | 2020 | Rising Star                  | Actiespel Survival horror    |
| Diablo III: Eternal Collection                                   | 2018 | Blizzard Entertainment       | RPG Compilatiespel           |
| Dead by Daylight                                                 | 2019 | Behaviour Digital            | Actiespel Compilatiespel     |
| Donkey Kong Country: Tropical Freeze                             | 2018 | Nintendo                     | Actiespel Platformspel       |
| Doom Eternal                                                     | 2020 | Bethesda Softworks           | Actiespel                    |
| Dr. Kawashima's Brain Training for Nintendo Switch               | 2019 | Nintendo                     | Puzzelspel                   |
| Dragon Quest Builders                                            | 2018 | Nintendo                     | Actiespel RPG                |
| Dragon Quest Builders 2                                          | 2019 | Nintendo                     | Actiespel RPG                |
| Dragon Quest X: All in One Package                               | 2017 | Square Enix                  | RPG Compilatiespel           |
| Dragon Quest XI S: Echoes of an Elusive Age - Definitive Edition | 2019 | Nintendo                     | RPG                          |
| The Elder Scrolls V: Skyrim                                      | 2017 | Bethesda Softworks           | RPG                          |
| FIFA 19                                                          | 2018 | Electronic Arts              | Sportspel                    |
| FIFA 20: Legacy Edition                                          | 2019 | Electronic Arts              | Sportspel                    |
| FIFA 21: Legacy Edition                                          | 2020 | Electronic Arts              | Sportspel                    |
| Final Fantasy VII                                                | 2019 | Square Enix                  | RPG                          |
| Fire Emblem: Three Houses                                        | 2019 | Nintendo                     | Actiespel RPG                |
| Fitness Boxing                                                   | 2018 | Nintendo                     | Sportspel                    |
| Fitness Boxing 2: Rhythm & Exercise                              | 2020 | Nintendo                     | Sportspel                    |
| Five Nights at Freddy's: Sister Location                         | 2020 | Clickteam                    | Survival horror              |
| Football Manager Touch 2018                                      | 2018 | SEGA                         | Sportspel Simulatiespel      |
| Football Manager 2019 Touch                                      | 2018 | SEGA                         | Sportspel Simulatiespel      |
| Football Manager 2020 Touch                                      | 2019 | SEGA                         | Sportspel Simulatiespel      |
| Football Manager 2021 Touch                                      | 2020 | SEGA                         | Sportspel Simulatiespel      |
| Fortnite: Battle Royale                                          | 2018 | Epic Games                   | Actiespel                    |
| Game Builder Garage                                              | 2021 | Nintendo                     | Simulatiespel                |
| Genshin Impact                                                   | nnb. | miHoYo                       | Actierollenspel              |
| Grand Theft Auto: The Trilogy - The Definitive Edition           | 2021 | Rockstar Games               | Actiespel Racespel           |
| Grandia HD Collection                                            | 2019 | GungHo Online                | Compilatiespel RPG           |
| Hades                                                            | 2021 | Supergiant Games             | RPG                          |
| Harvest Moon: Light of Hope                                      | 2018 | Natsume                      | RPG                          |
| Has Been Heroes                                                  | 2017 | Game Trust                   | Actiespel Strategiespel      |
| Hitman III: Cloud Version                                        | 2021 | Io-Interactive               | Actiespel                    |
| Hollow Knight                                                    | 2018 | Team Cherry                  | Actiespel Metroidvania       |
| Hyrule Warriors: Age of Calamity                                 | 2020 | Nintendo                     | Actiespel                    |
| Hyrule Warriors: Definitive Edition                              | 2018 | Koei Tecmo                   | Actiespel                    |
| I Am Setsuna                                                     | 2017 | Square Enix                  | RPG                          |
| Immortals Fenyx Rising                                           | 2020 | Ubisoft                      | Actiespel                    |
| Just Dance 2017                                                  | 2017 | Ubisoft                      | Muziekspel                   |
| Just Dance 2020                                                  | 2019 | Ubisoft                      | Muziekspel                   |
| Just Dance 2021                                                  | 2020 | Ubisoft                      | Muziekspel                   |
| Just Dance 2022                                                  | 2021 | Ubisoft                      | Muziekspel                   |
| Kero Blaster                                                     | 2018 | Active Gaming Media          | Actiespel                    |
| Kingdom Hearts: Melody of Memory                                 | 2020 | Square Enix                  | Actiespel                    |
| Kirby en de Vergeten Wereld                                      | 2022 | Nintendo                     | Actiespel                    |
| Kirby Star Allies                                                | 2018 | Nintendo                     | Actiespel                    |
| L.A. Noire                                                       | 2017 | Rockstar Games               | Actiespel Racespel           |
| Layton's Mystery Journey: Katrielle en het miljonairscomplot     | 2019 | Level-5 International        | Puzzelspel                   |
| The Legend of Zelda: Breath of the Wild                          | 2017 | Nintendo                     | Actieavontuur Openwereldspel |
| The Legend of Zelda: Link's Awakening                            | 2019 | Nintendo                     | Actiespel                    |
| The Legend of Zelda: Skyward Sword HD                            | 2021 | Nintendo                     | Actiespel                    |
| The Legend of Zelda: Tears of the Kingdom                        | 2023 | Nintendo                     | Actieavontuur Openwereldspel |
| LEGO City Undercover                                             | 2017 | Warner Bros.                 | Actiespel Racespel           |
| LEGO Worlds                                                      | 2017 | Warner Bros.                 | Simulatiespel                |
| Luigi's Mansion 3                                                | 2019 | Nintendo                     | Actiespel                    |
| Machinarium                                                      | 2018 | Amanita Design               | Avonturenspel Puzzelspel     |
| Mario + Rabbids Kingdom Battle                                   | 2017 | Ubisoft                      | RPG                          |
| Mario & Sonic op de Olympische Spelen: Tokio 2020                | 2019 | SEGA                         | Sportspel                    |
| Mario Golf: Super Rush                                           | 2021 | Nintendo                     | Sportspel                    |
| Mario Kart 8 Deluxe                                              | 2017 | Nintendo                     | Racespel                     |
| Mario Kart Live: Home Circuit                                    | 2020 | Nintendo                     | Racespel                     |
| Mario Party Superstars                                           | 2021 | Nintendo                     | Partyspel                    |
| Mario Tennis Aces                                                | 2018 | Nintendo                     | Sportspel                    |
| Marvel Ultimate Alliance 3: The Black Order                      | 2019 | Koei Tecmo                   | RPG                          |
| Metroid Dread                                                    | 2021 | Nintendo                     | Actiespel                    |
| Metroid Prime 4: Beyond                                          | 2025 | Nintendo                     | Actiespel                    |
| Miitopia                                                         | 2021 | Nintendo                     | RPG                          |
| Minecraft                                                        | 2017 | Mojang AB                    | Zandbakspel Avonturenspel    |
| Minecraft: Dungeons                                              | 2020 | Mojang AB                    | Zandbakspel RPG              |
| Monster Hunter Rise                                              | 2021 | Capcom                       | RPG                          |
| Monster Hunter Stories 2: Wings of Ruin                          | 2021 | Capcom                       | RPG                          |
| Mortal Kombat 11                                                 | 2019 | Warner Bros.                 | Vechtspel                    |
| Mario Golf: Super Rush                                           | 2021 | Nintendo                     | Sportspel                    |
| NBA 2K21                                                         | 2020 | 2K Games                     | Sportspel                    |
| New Pokémon Snap                                                 | 2021 | Nintendo                     | Simulatiespel                |
| New Super Mario Bros. U Deluxe                                   | 2019 | Nintendo                     | Platformspel                 |
| Nintendo Switch Sports                                           | 2022 | Nintendo                     | Sportspel                    |
| No More Heroes III                                               | 2021 | Grasshopper Manufacture      | Actiespel                    |
| Octopath Traveler                                                | 2018 | Nintendo                     | RPG                          |
| Owlboy                                                           | 2018 | D-Pad Studio                 | Actiespel Metroidvania       |
| Paladins: Champions of the Realm                                 | 2018 | Hi-Rez Studios               | Actiespel                    |
| Paper Mario: The Origami King                                    | 2020 | Nintendo                     | RPG                          |
| Phantom Doctrine                                                 | 2019 | Good Shepherd                | Actiespel Strategiespel      |
| Pikmin 3 Deluxe                                                  | 2020 | Nintendo                     | Actiespel Puzzelspel         |
| Pokémon Brilliant Diamond en Shining Pearl                       | 2021 | Nintendo                     | RPG                          |
| Pokémon: Let's Go, Pikachu! en Let's Go, Eevee!                  | 2018 | Nintendo                     | RPG                          |
| Pokémon Legends: Arceus                                          | 2022 | Nintendo                     | RPG                          |
| Pokémon Mystery Dungeon: Rescue Team DX                          | 2020 | Nintendo                     | RPG                          |
| Pokémon Sword en Shield                                          | 2019 | Nintendo                     | RPG                          |
| Pokkén Tournament DX                                             | 2017 | Nintendo                     | Actiespel                    |
| Puzzle Bobble Ook bekend als Bust-A-Move                         | 2018 | HAMSTER Corporation          | Actiespel Puzzelspel         |
| Puyo Puyo Tetris                                                 | 2017 | SEGA                         | Actiespel Puzzelspel         |
| Rayman Legends                                                   | 2017 | Ubisoft                      | Actiespel                    |
| Ring Fit Adventure                                               | 2019 | Nintendo                     | Sportspel                    |
| Rive: Ultimate Edition                                           | 2017 | Two Tribes Publishing        | Actiespel                    |
| Rocket League                                                    | 2017 | Psyonix                      | Racespel Sportspel           |
| The Room                                                         | 2018 | Team17                       | Puzzelspel                   |
| Sega Ages                                                        | 2018 | SEGA                         | Compilatiespel               |
| Shantae and the Seven Sirens                                     | 2020 | WayForward Technologies      | Actiespel                    |
| Shantae: Half-Genie Hero                                         | 2017 | WayForward Technologies      | Actiespel                    |
| Shin Megami Tensei V                                             | 2021 | SEGA                         | RPG                          |
| Shovel Knight: Treasure Trove                                    | 2017 | Yacht Club Games             | Actiespel Compilatiespel     |
| Silence                                                          | 2019 | Daedalic Entertainment       | Avonturenspel                |
| Sine Mora EX                                                     | 2017 | THQ Nordic                   | Actiespel                    |
| Snack World: The Dungeon Crawl                                   | 2018 | Level-5 International        | RPG                          |
| Skylanders: Imaginators                                          | 2017 | Activision                   | Actiespel                    |
| Smite: Battleground of the Gods                                  | 2019 | Hi-Rez Studios               | Actiespel Strategiespel      |
| Snipperclips                                                     | 2017 | Nintendo                     | Actiespel                    |
| SNK Heroines: Tag Team Frenzy                                    | 2018 | Nippon Ichi                  | Actiespel                    |
| Sonic Forces                                                     | 2017 | SEGA                         | Actiespel                    |
| Sonic Mania                                                      | 2017 | SEGA                         | Actiespel                    |
| South Park: The Fractured but Whole                              | 2018 | Ubisoft                      | RPG                          |
| Splatoon 2                                                       | 2017 | Nintendo                     | Actiespel                    |
| Stardew Valley                                                   | 2017 | ConcernedApe                 | RPG Simulatiespel            |
| Starlink: Battle for Atlas                                       | 2018 | Ubisoft                      | Actiespel                    |
| Steep                                                            | 2018 | Ubisoft                      | Sportspel                    |
| Streets of Rage 4                                                | 2020 | DotEmu                       | Actiespel                    |
| Super Bomberman R                                                | 2017 | Konami                       | Actiespel                    |
| Super Mario 3D All-Stars                                         | 2020 | Nintendo                     | Actiespel Compilatiespel     |
| Super Mario 3D World + Bowser's Fury                             | 2021 | Nintendo                     | Actiespel                    |
| Super Mario Maker 2                                              | 2019 | Nintendo                     | Simulatiespel                |
| Super Mario Odyssey                                              | 2017 | Nintendo                     | Actiespel Avonturenspel      |
| Super Mario Party                                                | 2018 | Nintendo                     | Partyspel                    |
| Super Smash Bros. Ultimate                                       | 2018 | Nintendo                     | Actiespel                    |
| Sushi Striker: The Way of Sushido                                | 2018 | Nintendo                     | Actiespel Puzzelspel         |
| Syberia II                                                       | 2017 | Microids                     | Avonturenspel                |
| Team Sonic Racing                                                | 2019 | SEGA                         | Racespel                     |
| Tetris 99                                                        | 2019 | Nintendo                     | Puzzelspel                   |
| Toki Tori Collection                                             | 2019 | Super Rare Games             | Compilatiespel               |
| Tokyo Mirage Sessions #FE Encore                                 | 2020 | Nintendo                     | RPG                          |
| Travis Strikes Again: No More Heroes                             | 2019 | Grasshopper                  | Actiespel                    |
| Troll and I                                                      | 2017 | Maximum Games                | Actiespel                    |
| Ultra Street Fighter II: The Final Challengers                   | 2017 | Capcom                       | Actiespel                    |
| Untitled Goose Game                                              | 2019 | Panic                        | Puzzelspel Openwereldspel    |
| Valkyria Chronicles: Remastered                                  | 2018 | SEGA                         | Actiespel Compilatiespel     |
| Valkyria Chronicles 4                                            | 2018 | SEGA                         | RPG                          |
| Vroom in the Night Sky                                           | 2017 | POISOFT                      | Actiespel                    |
| WarioWare: Get It Together!                                      | 2021 | Nintendo                     | Partyspel                    |
| The Witcher 3: Wild Hunt - Complete Edition                      | 2019 | CD Projekt RED               | Compilatiespel               |
| Wolfenstein II: The New Colossus                                 | 2018 | Bethesda Softworks           | Actiespel                    |
| Wolfenstein: Youngblood                                          | 2019 | Bethesda Softworks           | Actiespel                    |
| Wonder Boy: The Dragon's Trap                                    | 2017 | DotEmu                       | Actiespel                    |
| The World Ends With You: Final Remix                             | 2018 | Nintendo                     | Actiespel RPG                |
| World of Goo                                                     | 2017 | Tomorrow Corp                | Actiespel Puzzelspel         |
| Xenoblade Chronicles: Definitive Edition                         | 2020 | Nintendo                     | RPG                          |
| Xenoblade Chronicles 2: Torna                                    | 2018 | Nintendo                     | Actiespel RPG                |
| Yooka-Laylee                                                     | 2017 | Team17                       | Actiespel                    |
| Yooka-Laylee and the Impossible Lair                             | 2019 | Sold Out Sales And Marketing | Actiespel                    |
| Yoshi's Crafted World                                            | 2019 | Nintendo                     | Actiespel                    |